# Cheiletha trichochila
Cheiletha trichochila är en mångfotingart som först beskrevs av Masatoshi Takakuwa 1936.  Cheiletha trichochila ingår i släktet Cheiletha och familjen storjordkrypare. Inga underarter finns listade i Catalogue of Life.